# Ваља Унгурашулуј (Клуж)
Ваља Унгурашулуј (рум. Valea Ungurașului) насеље је у Румунији у округу Клуж у општини Унгураш. Oпштина се налази на надморској висини од 346 m.

## Становништво
Према подацима из 2002. године у насељу је живело 293 становника.

### Попис2002.
| Расподела становништва по националности 2002.‍ | Расподела становништва по националности 2002.‍ | Расподела становништва по националности 2002.‍ | Расподела становништва по националности 2002.‍ | Расподела становништва по националности 2002.‍ |
| --------------------------------------------- | --------------------------------------------- | --------------------------------------------- | --------------------------------------------- | --------------------------------------------- |
|                                               |                                               |                                               |                                               |                                               |
| Румуни                                        | Румуни                                        |                                               | 236                                           | 80,5%                                         |
| Роми                                          | Роми                                          |                                               | 57                                            | 19,5%                                         |